# Резонанс токов

Параллельный колебательный контур

Резона́нс то́ков (параллельный резонанс) — резонанс, происходящий в параллельном колебательном контуре при его подключении к источнику напряжения, частота которого совпадает c резонансной частотой контура или близка к ней.

## Описание явления
Имеется параллельный колебательный контур, состоящий из резистора R, катушки индуктивности L и конденсатора C. Контур подключен к источнику переменного напряжения с частотой {\displaystyle \omega }. Резонансная частота контура {\displaystyle \omega _{p}={\frac {1}{\sqrt {LC}}}}.
С помощью метода комплексных амплитуд определим ток в контуре:
{\textstyle {\dot {I}}={\frac {\dot {U}}{Z}}={\frac {\dot {U}}{1/\left[{\frac {1}{R}}+{\frac {1}{j\omega L}}+j\omega C\right]}}=\left\vert {\frac {\dot {U}}{Z}}\right\vert e^{-j\phi },}
где {\displaystyle Z={\frac {\left(\omega L\right)^{2}R-j\omega LR^{2}\left(\omega ^{2}LC-1\right)}{\left(\omega L\right)^{2}+R^{2}\left(\omega ^{2}LC-1\right)^{2}}}} — комплексное сопротивление параллельного контура, {\displaystyle \phi =\arctan \left(-{\frac {R\left(\omega ^{2}LC-1\right)}{\omega L}}\right)} — сдвиг фаз между током и напряжением.
Кроме того, полный ток контура является суммой токов, протекающих через конденсатор и катушку индуктивности:
{\displaystyle {\dot {I}}={\dot {I_{R}}}+{\dot {I_{L}}}+{\dot {I_{C}}}={\frac {\dot {U}}{R}}+{\frac {\dot {U}}{j\omega L}}+j\omega C{\dot {U}}={\frac {\dot {U}}{R}}+\left({\frac {-j{\dot {U}}}{\omega L}}\right)+{\dot {U}}j\omega C.}
Как видно из последнего выражения, токи {\displaystyle {\dot {I_{L}}}} и {\displaystyle {\dot {I_{C}}}} текут в противофазе (у одного множитель {\displaystyle -j}, а у другого — множитель {\displaystyle j.})
При резонансной частоте {\displaystyle \omega =\omega _{p}={\frac {1}{\sqrt {LC}}}} амплитуда тока в контуре примет значение {\displaystyle I_{p}={\frac {U}{R}}=I_{R}.}
Амплитуды токов через катушку индуктивности {\displaystyle L} и конденсатор {\displaystyle C,} пропорциональные напряжению, при резонансной частоте {\displaystyle \omega =\omega _{\rho }} имеют значения:
{\displaystyle I_{Lp}={\frac {U}{\omega _{p}L}}=U{\sqrt {\frac {C}{L}}}={\frac {U}{\rho }},}
{\displaystyle I_{Cp}=U\left(\omega _{p}C\right)=U{\sqrt {\frac {C}{L}}}={\frac {U}{\rho }},}
где {\displaystyle \rho } — характеристическое (волновое) сопротивление контура, {\displaystyle \rho =\omega _{p}L={\frac {1}{\omega _{p}C}}={\sqrt {\frac {L}{C}}}.}
Следовательно, на резонансной частоте токи, текущие в реактивных элементах, превышают общий ток в {\displaystyle {\frac {R}{\rho }}} раз. Отсюда и происходит название «резонанс токов» или «параллельный резонанс».

## Последовательно-параллельный резонанс

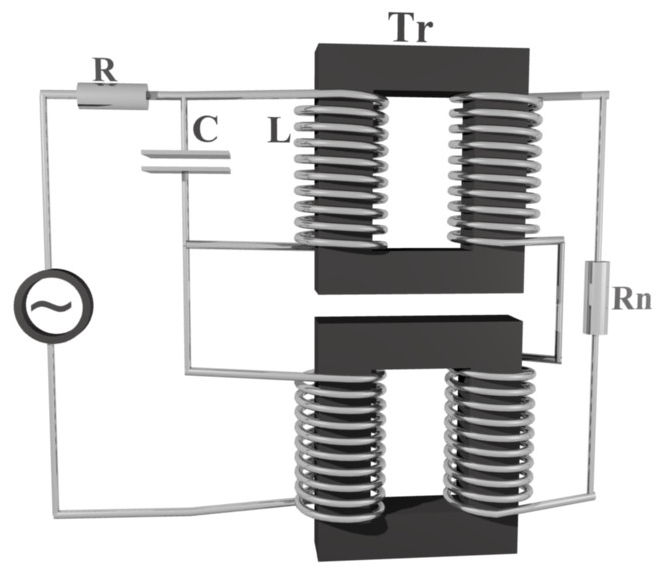
Параллельно-последовательный резонанс, выполненный на основе трансформаторов

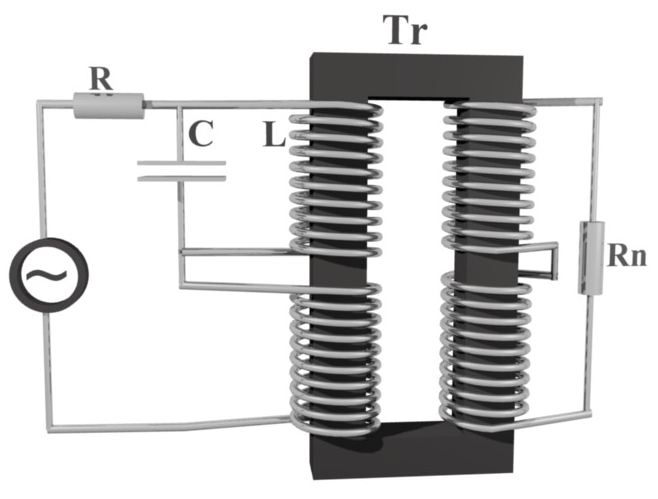
Параллельно-последовательный резонанс

Кроме параллельного и последовательного резонанса существует также комбинированный, а точнее, параллельно-последовательный. В простейшем варианте это две катушки с одинаковой индуктивностью, соединённые последовательно. На одной из катушек реализован колебательный контур. При этом наполовину проявляется эффект от параллельного резонанса и наполовину эффект от последовательного резонанса. Поэтому при этом происходит частичное увеличение напряжения. Этот способ уместно применять в тех случаях, когда генератор не может выдать нужное напряжение или напряжение в сети проседает.
Но применяется такой способ только к тем потребителям, у которых нагрузка постоянная, потому что если нагрузка будет меняться, то резонанс будет сбиваться.
Для такой схемы годятся не любые трансформаторы, а только те, у которых обмотки не накладываются друг на друга и располагаются на разных кернах напротив друг друга на сердечнике. Если вторичная обмотка намотана поверх первичной, то на таком трансформаторе параллельный резонанс не работает.
Кроме того, существуют и более сложные схемы последовательно-параллельного резонанса, использующие полупроводники, такие как транзисторы.

## Замечания
- Колебательный контур, работающий в режиме резонанса токов, не является усилителем мощности. Он является усилителем тока.

Большие токи, циркулирующие в контуре, возникают за счет подкачки энергии от генератора. При значительном отборе мощности от контура эти токи «расходуются», и генератору вновь приходится отдавать значительный ток. Поэтому внутри контура сопротивление должно быть сведено к минимуму чтобы уменьшить потери.
- Колебательный контур с низкой добротностью и катушкой с небольшой индуктивностью слишком плохо «накачивается» энергией (запасает мало энергии), что понижает КПД системы. Также катушка с маленькой индуктивностью и на низких частотах обладает малым индуктивным сопротивлением, что может привести к «короткому замыканию» генератора по катушке, и вывести генератор из строя.

- Добротность колебательного контура пропорциональна L/C, колебательный контур с низкой добротностью плохо «запасает» энергию. Для повышения добротности колебательного контура используют несколько путей:

1. Повышение рабочей частоты;
2. По возможности увеличить L и уменьшить C. Если увеличить L с помощью увеличения витков катушки или увеличения длины провода не представляется возможным, используют ферромагнитные сердечники или ферромагнитные вставки в катушку; катушка оклеивается пластинками из ферромагнитного материала и т п.

- При расчёте колебательного контура с небольшой индуктивностью нужно учитывать индуктивность соединительных шин (от катушки к конденсатору) и соединительных проводов конденсаторной батареи. Индуктивность соединительных шин может быть намного больше индуктивности катушки и серьёзно понизить частоту колебательного контура.

- При реализации резонанса токов на трансформаторах, первичная и вторичная обмотки должны располагаться на разных кернах на магнитопроводе, иначе электромагнитные наводки от вторичной обмотки будут мешать резонансу. Поэтому годятся трансформаторы с П-образным или Ш-образным сердечником. В противном случае обмотки тщательно экранируют друг от друга фольгой.

## Применение
- Высокодобротный параллельный колебательный контур оказывает току определённой частоты f значительное сопротивление. Вследствие чего явление резонанса токов используется в полосно-заграждающих фильтрах.
- Так как току с частотой f оказывается значительное сопротивление, то и падение напряжения на контуре при частоте f будет максимальным. Это свойство контура получило название избирательность, оно используется в радиоприемниках для выделения сигнала конкретной радиостанции.
- Колебательный контур, работающий в режиме резонанса токов, является одним из основных узлов электронных генераторов.
- Колебательный контур используют для снижения нагрузки на генераторы. Для этого у приёмного трансформатора на основе первичной обмотки делают колебательный контур. Но трансформатор подходит только тот, у которого обмотки не накладываются друг на друга и располагаются в разных местах на магнитопроводе. Если параллельно однофазному асинхронному двигателю подключить конденсатор определённой ёмкости для достижения резонанса, это уменьшит нагрузку на генератор. Промышленные индукционные печи используют колебательный контур для лучшего КПД. При этом между потребителем и генератором должна быть некая развязка в виде входного сопротивления или в виде развязывающего трансформатора.